# Ferrero Bay
Die Ferrero Bay ist eine 24 km breite Bucht an der Walgreen-Küste des westantarktischen Marie-Byrd-Lands. Sie liegt unmittelbar westlich des Cosgrove-Schelfeises und nimmt den äußersten westlichen Teil des Bereichs zwischen der King-Halbinsel und der Canisteo-Halbinsel ein.
Kartografisch erfasst wurde sie mittels Luftaufnahmen der Operation Highjump (1946–1947) vom Dezember 1946. Das Advisory Committee on Antarctic Names benannte sie 1968 nach Lieutenant Commander Henry Hampton Ferrero (1923–1990), Kommunikationsoffizier im Kommandostab der Unterstützungsverbände der United States Navy in Antarktika von 1966 bis 1968.